# Fehér sügér
A fehér sügér (Morone chrysops) a sugarasúszójú halak (Actinopterygii) osztályának sügéralakúak (Perciformes) rendjébe, ezen belül a Moronidae családjába tartozó faj.

## Előfordulása
A fehér sügér előfordulási területe az Észak-Amerikában van. A következő vizekben található meg: a Hudson-öbölbe ömlő Vörös-folyó, Szent Lőrinc-folyó, Nagy-tavak, Mississippi és Rio Grande.

## Megjelenése
Ez a hal általában 31,8 centiméter hosszú, azonban 45 centiméteresre és 3,1 kilogrammosra is megnőhet; 28 centiméteresen már ivarérett.

## Életmódja
Mérsékelt övi halfaj, amely az édesvízben él. A 31 Celsius-fokos vízhőmérsékletet is megtűri. A fiatal kis rákokkal, rovarokkal és azok lárváival táplálkozik. A felnőtt teljesen halevő; mindenféle halat felfal, ha az belefér a kitágítható szájába; legfőbb zsákmányai a kalászhalak, díszsügérek és alózák.
Legfeljebb 9 évig él.

## Felhasználása
Tenyésztésével kísérletek folynak. Főleg a sporthorgászok kedvelik.

## Képek

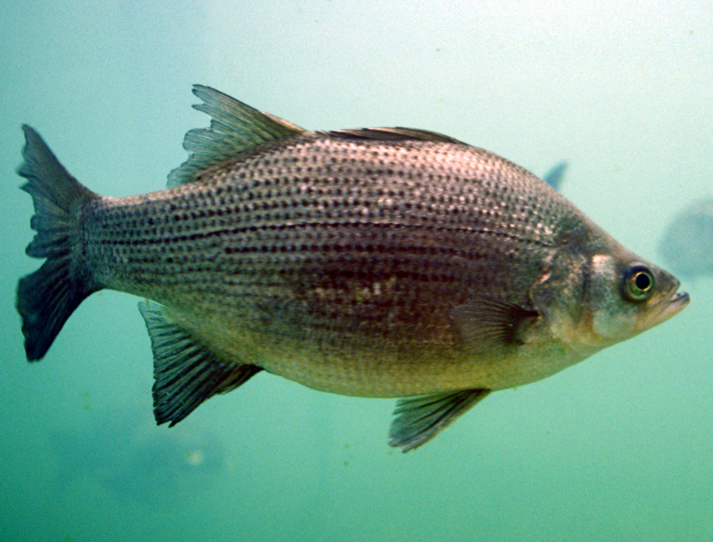
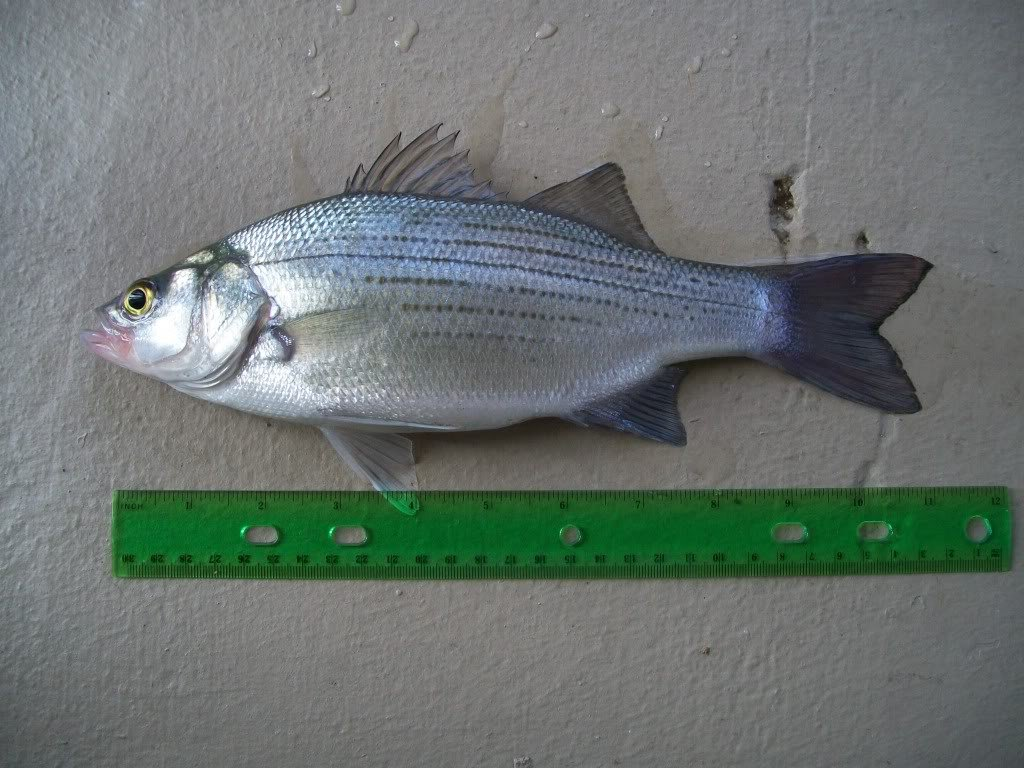
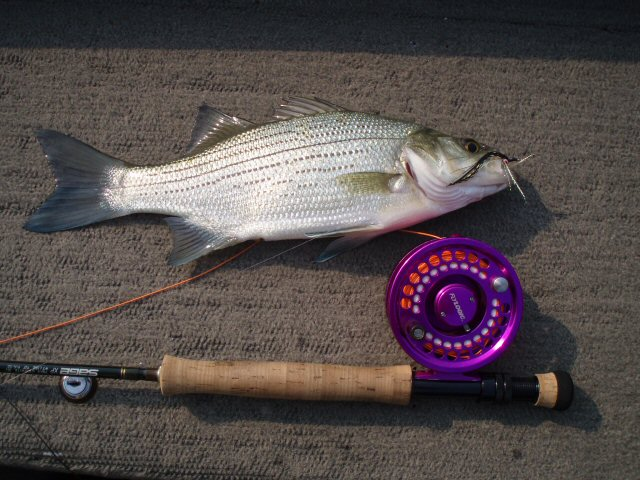
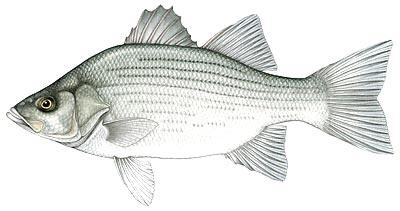